# Johannes-Nepomuk-Gymnasium Rohr i.NB.
Das Johannes-Nepomuk-Gymnasium Rohr (kurz: JNG) ist eines der drei Gymnasien im Landkreis Kelheim, Niederbayern. Der Namensgeber der Schule ist der Heilige Johannes Nepomuk. Er gilt als Symbol für den versöhnenden Brückenschlag zwischen Ost- und Westeuropa, besonders von Deutschland und Tschechien.

## Geschichte
Nach dem Zweiten Weltkrieg ließen sich 1946 die heimatvertriebenen Benediktinermönche aus dem böhmischen Kloster Braunau im damals leerstehenden Kloster Rohr nieder. Bereits ein Jahr später gründeten sie, in Fortführung der schon im 13. Jahrhundert existierenden Lateinschule Braunau, das Gymnasium mit einem Internat. Der Unterricht begann in der Dorfschule mit 32 Schülern. Die Patres waren die ersten Lehrer, die bald durch weltliche Lehrkräfte ergänzt wurden. Zum damaligen Zeitpunkt war das JNG das einzige Gymnasium im Raum zwischen Landshut, Regensburg und Ingolstadt. 1962 konnten zum ersten Mal die Abiturprüfungen im Haus abgehalten werden.
Die Schülerzahl stieg alljährlich, so dass die schulischen Anlagen, mit kirchlicher und staatlicher Unterstützung, schrittweise erweitert werden mussten und Sportstätten mit einem Schwimmbad errichtet wurden. Das Internat wurde Ende Juli 2011 geschlossen und dessen Räumlichkeiten für den Ausbau des Ganztagesangebots am Gymnasium sowie die Betreuung der Schüler umgebaut.
Im März 2024 beschloss der Kreistag, Sachaufwandsträger des Gymnasiums ab dem Schuljahr  2025/26 zu werden. Der Orden fühlte sich finanziell und personell nicht mehr in der Lage, den Unterhalt der Schule weiterhin leisten zu können. Damit endete eine fast 800-jährige Unterrichtstradition des Klosters Rohr bzw. Braunau.

## Struktur
Ursprünglich als humanistisches Gymnasium gegründet bietet das Johannes-Nepomuk-Gymnasium mittlerweile einen sprachlichen Zweig mit der Sprachenfolge Latein, Englisch und Französisch sowie einen musischen Zweig mit der Sprachenfolge Latein und Englisch sowie Musik als Schwerpunkt an. Seit dem Schuljahr 2025/26 wird auch ein naturwissenschaftlicher Zweig angeboten.
Alljährlich finden Exkursionen und Austauschaufenthalte u. a. nach Frankreich, Italien oder Tschechien statt. Ganztagsangebote und Wahlunterricht werden in verschiedenen Bereichen angeboten. Zudem ist das JNG Stützpunktschule für Judo.

## Trägerschaft
Trägerin der Schule ist die Abtei der Benediktiner. Zum Schuljahr 2025/26 wird das kirchliche Gymnasium staatlich.

## Bekannte Lehrer
- Konstantin Mach OSB, Musiker und Schulleiter
- Beda Menzel OSB, Kirchenhistoriker und Schulleiter
- Dominik Prokop OSB, Gymnasialprofessor, Abt und Gründer der Schule
- Johannes Zeschick OSB, Lehrer und Abt
- Gregor Zippel OSB, Lehrer und Abt